# Tyren Johnson
Tyren Johnson, né le 24 juillet 1988 à Edgard en Louisiane, est un joueur américain de basket-ball. Il évolue au poste d'ailier fort.

## Biographie

### Objectif NBA (2010-2012)
Joueur de l'année de la Sun Belt Conference lors de son année senior avec les Ragin' Cajuns de Louisiana-Lafayette, Tyren Johnson est pressenti pour être drafté au deuxième tour de la draft 2010. Il n'est finalement pas drafté et signe son premier contrat professionnel en Belgique à Alost. Avec l'Okapi Aalstar, il atteint la finale du championnat.
L'année suivante, il est invité à participer au camp d'entrainement des Pacers d'Indiana mais est finalement retenu en D-League par les Vipers de Rio Grande Valley. Avec la franchise affiliée aux Rockets de Houston, il est sélectionné pour le All-Star Game de la D-League. Durant l'été, Tyren Johnson participe avec les Pacers à la Summer League d'Orlando mais n'est finalement pas conservé par la franchise de l'Indiana.

### Découverte de la Pro B et retour en Belgique (2012-2015)
Il signe pour la première fois en France en 2012 au Champagne Châlons Reims Basket alors en Pro B avec lequel il atteint la finale des playoffs de Pro B. Johnson reste en France et en Pro B pour la saison 2013-2014 en s'engageant avec le Hyères Toulon Var Basket. L'année suivante, il retrouve Alost.

### Expériences mitigées à travers le monde (2015-2017)
Au début de la saison 2015-2016, il signe son plus gros contrat avec les Turcs d'Uşak mais Tyren Johnson quitte le club au bout d'une semaine et s'envole pour le Japon et le Kyoto Hannaryz (en) avec lequel il atteint le Final Four du championnat japonais. Après cette expérience asiatique, l'intérieur américain retrouve l'Europe en signant en Grèce au Lavrio BC (en). Là encore, l'aventure ne dure pas et le joueur quitte le club après seulement deux mois et atterrit au Mexique. Avec les Soles de Mexicali (en), Tyren Johnson atteint une nouvelle fois la finale d'un championnat.

### Expérience réussie à Blois (2017-2023)
En 2017, il revient en France à l'ADA Blois en Pro B. Il s'impose comme une valeur sûre du championnat et est désigné MVP de Pro B à l'issue de la saison qui voit Blois remporter le titre de Pro B. Après trois saisons avec l'ADA, il décide de retourner au Mexique en signant aux Dorados de Chihuahua (en) afin de se rapprocher de ses proches. Le club mexicain est en effet situé à seulement 2h30 d'avion de sa famille installée en Louisiane. Cependant quelques semaines plus tard, des incompréhensions entre Johnson et les Dorados entrainent l'annulation du contrat. Tyren Johnson se tourne alors vers son ancien club et resigne un contrat de deux ans avec Blois.
Le 16 mai 2023, l'ADA Blois annonce que Tyren Johnson quitte le club à l'issue d'une saison au cours de laquelle il participe au maintien du club dans l'élite.

## Palmarès et distinctions

### Palmarès
- Champion de France de Pro B en 2018 (ADA Blois Basket 41)
- Finaliste de LNBP en 2017
- Final Four de Bj League en 2016
- Finaliste des Playoffs de Pro B en 2013 (Champagne Châlons Reims Basket)
- Finaliste d'Ethias League en 2011

### Distinctions personnelles
- MVP de la Sun Belt Conference 2010
- First-team All-Sun Belt 2010
- NBA D-League All-Star 2012
- MVP de la saison 2017-2018 de Pro B
- Meilleur marqueur de la saison 2019-2020 de Pro B avec 18,4 points par match
- Membre de l'équipe type de Pro B 2020-2021